# Amália dos Passos Figueiroa
Amália dos Passos Figueiroa (Puerto Alegre, 31 de agosto de 1845 - Puerto Alegre, 24 de septiembre de 1878) fue una poetisa y periodista brasileña del siglo XIX.

## Biografía

### Familia y juventud
Hija del periodista portugués Manuel dos Passos Figueiroa y de Ana Cândida da Rocha, Amália quedó huérfana de su padre a la edad de cuatro años. La muerte del padre, que ya tenía setenta años cuando nació la hija, sumió en la tristeza a la joven, que se convirtió en una adolescente deprimida y melancólica. Gracias a su delicadeza y sensibilidad, desde joven comenzó a escribir poemas líricos.
Nacida en el seno de una familia amante de la literatura, Amália dos Passos Figueiroa era hermana de la escritora Revocata dos Passos Figueiroa de Melo y tía materna de las intelectuales Julieta de Melo Monteiro y Revocata Heloísa de Melo.

### Viaje a Rio
A los veinticuatro años de edad, Amália Figueiroa salió por primera vez de Puerto Alegre, viajando a Río de Janeiro acompañada de su hermano José, ingeniero y profesor de la Escuela Politécnica de la ciudad.
En la Corte Imperial, Amália tuvo la oportunidad de interactuar con más intelectuales brasileños, algunos de los cuales conocían su trabajo en la prensa local de Rio Grande de Sul. Animada por ellos, publicó sus poemas en el periódico literario A Luz. Sin embargo, cuando su hermano terminó el trabajo, Amália tuvo que regresar a su ciudad natal. La experiencia en Rio de Janeiro la hizo sentir feliz, pero su tristeza volvió a aflorar debido a sus traumas del pasado.

### Compromiso y el Partenón literario
Un día, en un certamen literario en casa de una amiga, Amália conoció al poeta y orfebre Carlos Augusto Ferreira, de quien se enamoró profundamente, convirtiéndolo en el centro de su vida. Unos meses más tarde, se produjo el compromiso. Comenzó entonces a sentir una gran inspiración poética, pues por primera vez conoció íntimamente la fuerza del amor que cantaba en sus poemas. Fue durante esta época de alegría y romance que Amália Figueiroa se convirtió en miembro de la Sociedad Partenón Literario, publicando sus poemas en la Revista la Sociedad y en los periódicos de Puerto Alegre, que fueron muy aclamados por la crítica y el público.
La poetisa no se limitó a los poemas amorosos: al vivir la movilización cívica durante la Guerra del Paraguay (1864-1870), se sintió parte de una patria que luchaba por su soberanía. Además, tomó conciencia de las injusticias impuestas a los esclavos negros, participando en la campaña abolicionista del Partenón Literario, y luchó por los derechos de la mujer junto a Luciana de Abreu. En 1872, Amália publicó el libro de poemas Crepúsculos, con prefacio de su maestro Apolinário Porto Alegre.

### Muerte
El futuro de Amália le parecía muy feliz, hasta el día en que Don Pedro II vino a visitar Puerto Alegre. Se preparó una presentación artística para el emperador y su esposa, Doña Teresa Cristina, en el Teatro São Pedro. Después de la obra, hubo un recital de poesía, y Carlos Ferreira, el prometido de Amália, subió al escenario para recitar un poema en honor a la pareja imperial. Admirado por el talento del joven, D. Pedro II quiso conocerlo personalmente y le propuso un viaje de estudios a Rio de Janeiro, costeado por la Corte. Ferreira aceptó rápidamente la invitación y renunció al compromiso.
El abandono de Carlos Ferreira fue el segundo shock en la vida de Amália; el primero fue la muerte de su padre. La poetisa perdió entonces la esperanza de encontrar nuevamente la felicidad y comenzó a consumirse física y emocionalmente, hasta llegar a un estado de alienación mental. Murió joven, a los treinta y tres años, víctima de la tuberculosis.
En 1882, dos años después de su muerte, dos poemas de Amália Figueiroa, As Duas Estrelas y Luz, fueron elegidos para formar parte de la colección Almanaque de Senhoras, publicada en Lisboa, Portugal.

## Homenajes
- Amália Figueiroa pasó a ser el nombre de una calle de Puerto Alegre, en el barrio del Partenón
- Se convirtió en patrona de la cátedra número 6 de la Academia Literaria Femenina de Rio Grande do Sul